# Tarot Nouveau
De Tarot Nouveau, Franse Tarot Nouveau of Bourgeois Tarot is een set van 78 kaarten die speciaal werd ontwikkeld om Franse tarot mee te spelen. 
De Tarot Nouveau verschilt van de klassieke esoterische tarotspellen zoals de Tarot van Marseille en de Rider-Waite Tarot doordat het niet voor waarzeggerij, maar uitsluitend voor het kaartspel ontwikkeld is.  In het Frans verwijst men naar dit spel dan ook als 'le tarot à jouer' (de tarot om te spelen). De afbeeldingen van de troeven zijn anders dan die van de esoterische tarot en in plaats van bekers, zwaarden, staven en munten worden de 'gewone' kaartkleuren harten, schoppen, klavers en ruiten gebruikt. Voor de spelregels: zie Franse tarot.